# Cnemidophorus cryptus
Cnemidophorus cryptus — вид ящірок родини теїдових (Teiidae). Мешкає в Південній Америці.

## Поширення і екологія
Cnemidophorus cryptus мешкають на півночі Бразилії (Рорайма, Пара) та на південному сході Венесуели. Вони живуть на відкритих безлісих ділянках в межах Амазонії.